# Wilamów (Poddębice)
Pour les articles homonymes, voir Wilamów.
Wilamów (prononciation [viˈlamuf]) est un village de la gmina d'Uniejów, du powiat de Poddębice, dans la voïvodie de Łódź, situé dans le centre de la Pologne.
Il se situe à environ 9 kilomètres au nord d'Uniejów (siège de la gmina), 22 kilomètres au nord-ouest de Poddębice (siège du powiat) et 57 kilomètres au nord-ouest de Łódź (capitale de la voïvodie).
Sa population s'élève approximativement à 440 habitants.

## Histoire
- Les plus anciennes traces de présence humaine dans la région de Wilamów datent de l’âge de la pierre. On peut les évaluer à dix mille ans. Davantage d’informations sur le passé de Wilamów ont été apportées par les études des archéologues de l’université de Łódź, lesquels en 1946, ont trouvé dans Wilamów et sa région de nombreux fragments d’urnes funéraires slaves ainsi qu’un glaive. Ces découvertes datent probablement de 800-600 ans avant notre ère.
- Sur le territoire de la paroisse de Wilamów se trouve l’implantation de Grodzisko avec les traces de fortifications du début Moyen Âge, et à environ 1 km du centre du village se trouvent des traces d’implantation non fortifiée du VI–Xe siècle.
- La Paroisse Wilamów fut fondée au XVe siècle, et son premier curé (administrateur) était Marcin de Ivani.
- Après 1518 la fondatrice de l’église fut la reine Bona Sforza.
- Au XVIe siècle Wilamów était un lieu de l’église et d’exploitation agricole.
- En 1651 de riches agriculteurs ont tué le curé (administrateur) et en représailles de cet acte la paroisse fut excommuniée et éliminée pendant un certain temps, en la déplaçant à Uniejów.
- Wilamów est un nom de provenance populaire, donné par la famille Wilamowski. Mais le nom de la localité a souvent changé. Au XIVe siècle les noms utilisés étaient Welanów, ensuite Velanowo, Vyelyonowo, Vyelanow, Wielianów, et c’est seulement au XIXe siècle que fut adopté le nom sous la forme actuelle (signalons, que ces quelques versions citées démontrent probablement les problèmes de latinisations des noms polonais).
- Le plus ancien document écrit concernant le village fut rédigé par le comte Ladislas Odonic en 1232, et décrivait l’appartenance de Wilamow à l’administration châtelaine terrienne.
- Après l’unification de la Pologne, Wilamów s’est retrouvée aux frontières des terres de Sieradz, sous-préfecture Szadkowsko, et une partie de la paroisse de Wilamów dans la sous-préfecture de Sieradz. Une telle appartenance était de rigueur jusqu'à la première chute de la Pologne.
- Après le deuxième partage de la Pologne, Wilamów fut rattaché au royaume de Prusse et se retrouva dans le département łęczyckie.
- Après la décision du congrès de Vienne de 1815, terminant la campagne Napoléonienne, le village est entré dans les frontières du Royaume de Pologne et occupation russe (département kalisz, sous-préfecture turque). Dans les chroniques paroissiales de cette époque il est notifié, que Wilamów comptait 357 habitants dans 38 maisons (données de 1826), parmi eux 6 Juifs et 30 personnes de confession évangélique. Le village était alors la propriété de la famille Wilamowski armoiries Szaszor. À la même époque 10 Allemands ont acheté dans le village de Brzozówka des terrains, et s’installèrent dans le village. Ils ont même fondé une école, mais après un certain temps ils abandonnèrent le lieu et se déplacèrent à Wołyń.
- L’église en bois de Wilamów fut souvent détruite par des incendies. Après l’incendie de 1807 la reconstruction de l’église fut offerte par Józef Załustkowski, juge de Sieradz, puis après sa mort la fondation fut continuée par son fils, héritier du village Skotniki (Powiat de Poddębice).
- L’église actuelle fut érigée en 1894 par le diocèse de Włocławek, grandement aidé par Stanisław Pieczyński avec les richesses de Czepów Górny. Parmi de nombreux objets historiques anciens se trouvant dans l’église on peut compter un bénitier, ayant environ 700 ans.
- Pendant l’insurrection de janvier sur le territoire du non lointain village Brzozówka s’est déroulée une bataille, pendant laquelle 5 insurgés sont tombés. Dans le cimetière de Wilamów se trouve un monument à leur mémoire.
- Après l’obtention par la Pologne de l’indépendance, Wilamów appartenait à la commune de Skotniki (Powiat de Poddębice) dans la voïvodie de Łódź, et après la modification du partage administratif en 1938 au département de Poznań.
- Durant l’occupation hitlérienne toute la région fut intégrée au Troisième Reich, formant Kraj Warty (Pays de Warta).

## Monuments
- Église de Wilamów érigée en 1894

## Tourisme
- Musée ethnographique

## Administration
De 1975 à 1998, le village était attaché administrativement à l'ancienne voïvodie de Konin.

Depuis 1999, il fait partie de la nouvelle voïvodie de Łódź.